# Discographie complète de Propagandhi
 (octobre 2024).
Si vous disposez d'ouvrages ou d'articles de référence ou si vous connaissez des sites web de qualité traitant du thème abordé ici, merci de compléter l'article en donnant les références utiles à sa vérifiabilité et en les liant à la section « Notes et références ».

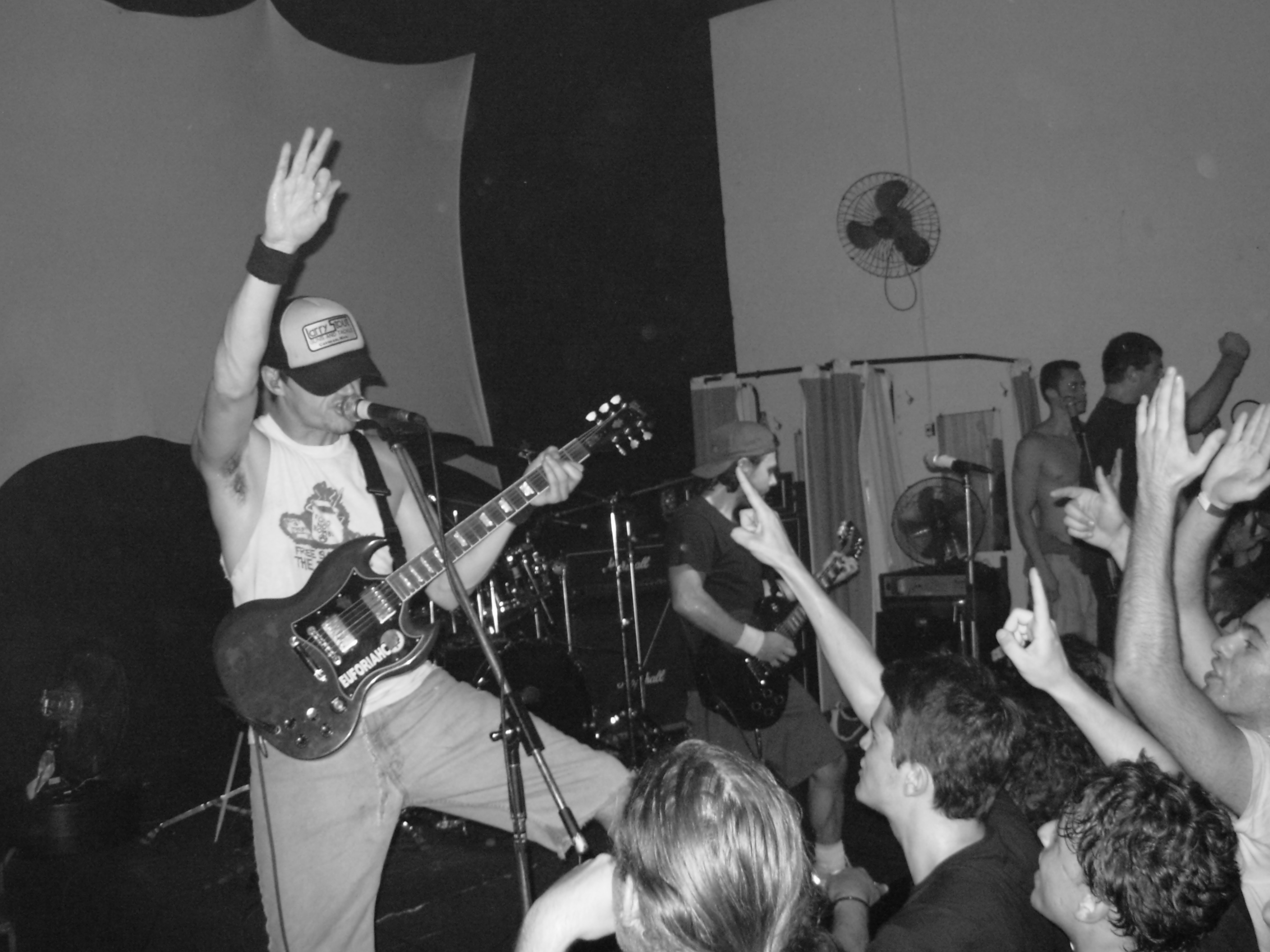
Propagandhi

Liste complète des chansons du groupe de musique Propagandhi par album.

## Démos
1990. We Don't Get Paid, We Don't Get Laid, and Boy Are We Lazy (Indépendant)

1991. Fuck the Scene (Indépendant)

1992. Martial Law with a Cherry on Top (Indépendant)

## Albums Studio
Les albums de Propagandhi sont :

## Albums partagés
1995. I'd Rather Be Flag-Burning 10" with I Spy (Recess Records)

1995. Propagandhi/F.Y.P. (a.k.a. "Letter of Resignation") 7" with F.Y.P. (Recess Records)

????. Systematic Destruction 7" with I Spy, Malefaction, Silence Equals (Bad Food For Thought Records)

## En concert(live)
1995. Yep. cassette (Applecore Records)

2007. Live from Occupied Territory DVD (G7 Welcoming Committee Records)
| 1.    | Intro                                                    | 2:53 |
| 2.    | With Friends Like These (Who The Fuck Needs COINTELPRO)? | 2:18 |
| 3.    | Fuck The Border                                          | 2:05 |
| 4.    | Natural Disasters                                        | 2:44 |
| 5.    | Mate Ka Moris Ukun Rasik An                              | 2:47 |
| 6.    | Less Talk, More Rock                                     | 1:42 |
| 7.    | Rio De San Atlanta, Manitoba                             | 0:45 |
| 8.    | The People's History Of The World                        | 2:24 |
| 9.    | The State Lottery                                        | 2:16 |
| 10.   | Name And Address Withheld                                | 3:23 |
| 11.   | March Of The Crabs                                       | 2:30 |
| 12.   | Ladies' Nite In Loserville                               | 2:48 |
| 13.   | Back To The Motor League                                 | 4:30 |
| 14.   | ...And We Thought Nation States Were A Bad Idea          | 3:30 |
| 15.   | Mutual Friend                                            | 1:26 |
| 16.   | Stick The Flag Up Your Ass                               | 3:00 |
| 17.   | Today's Empires, Tomorrow's Ashes                        | 3:13 |
| 18.   | Superbowl Patriot XXXVI                                  | 2:38 |
| 19.   | Purina Hall Of Fame                                      | 5:16 |
| 20.   | Wake Up America                                          | 3:14 |
| 21.   | True                                                     | 1:30 |
| 22.   | Hard Times                                               | 2:09 |
| 59:02 |                                                          |      |